# Торе ди Мосто
То̀ре ди Мо̀сто (на италиански: Torre di Mosto; на венециански: Tore de Mosto, Торе де Мосто) е малко градче и община в Северна Италия, провинция Венеция, регион Венето. Разположено е на 2 m надморска височина. Населението на общината е 4735 души (към 2014 г.).